# Phellodendron chinense
Phellodendron chinense är en vinruteväxtart som beskrevs av Camillo Karl Schneider. Phellodendron chinense ingår i släktet Phellodendron och familjen vinruteväxter. Utöver nominatformen finns också underarten P. c. glabriusculum.